# Qurnat-Schahwan-Sammlung
Die Qurnat-Schahwan-Sammlung (französisch Rassemblement de Kornet Chehwane, arabisch لقاء قرنة شهوان Liqāʾ Qurnat Schahwān) ist ein politischer Zusammenschluss im Libanon, dem Politiker, Intellektuelle und Geschäftsleute angehören.
Die meisten von ihnen sind Christen unterschiedlicher Glaubensrichtungen und umfassen in ihrer politischen Ideologie die rechte und linke Mitte. Die Organisation ist keine politische Partei im klassischen Sinne: ihre Mitglieder gehören zu und führen in manchen Fällen andere politische Parteien. Die Sammlung ist daher eher eine lose Koalition, obwohl nicht klar ist, ob die Absicht besteht sich zum Zwecke von Wahlen zu organisieren.

## Geschichte
Der Name des Bündnisses rührt von der Stadt ihres Hauptquartiers her, Qurnat Schahwan, einer Stadt in den Bergen des Libanon. Die Gründung erfolgte am 30. April 2001 durch insgesamt 29 Einzelpersonen, die politische Parteien und bürgerliche Organisationen repräsentieren, aber auch einige unabhängige Mitglieder, und erhielt die Segnung durch den Patriarch der Maroniten Nasrallah Boutros Sfeir. Die Mitgliedschaft war Veränderungen unterworfen (siehe unten), weil einige Gründungsmitglieder und Parteien nicht mehr mit dem Bündnis verbunden sind. Auch Patriarch Sfeir zog sich von seinem früheren Einsatz etwas zurück (unter Druck der Regierung, behaupten manche). Einige derjenige, die das Bündnis verlassen haben, arbeiten allerdings informell mit der Koalition weiterhin zusammen.
Im Vorfeld zum vollständigen Rückzug der syrischen Armee hatte das Bündnis ursprünglich für deren Umgruppierung in die Bekaa-Ebene plädiert. In den Erschütterungen infolge des Attentat auf den Fahrzeugkonvoi des früheren Ministerpräsidenten Rafiq al-Hariri am 14. Februar 2005 weitete die Qurnat-Schahwan-Sammlung ihre Kampagne allerdings auf den sofortigen vollständigen Abzug syrischer Truppen und Nachrichtendienste aus und forderte die Abhaltung von Parlamentsneuwahlen und Präsidentschaftswahlen, die frei von ausländischen Störungen sind. Das Mitglied der Sammlung und jetzige Parlamentsmitglied Samir Frangieh sagte am 16. März 2005, dass Parlamentswahlen den Präsidentschaftswahlen vorausgehen müssten, weil das aktuelle Parlament (das im Jahre 2000 gewählt wurde und in dem angeblich durch Wahlkreisschiebung eine pro-syrische Mehrheit geschaffen wurde) höchstwahrscheinlich erneut einen pro-syrischen Präsidenten als Nachfolger von Émile Lahoud wählen würde, der von der Opposition als eine syrische Marionette betrachtet wird.
Die Parlamentswahlen im Libanon 2005 waren für die Qurnat-Schahwan-Sammlung ein Desaster, hauptsächlich, weil sie keine Allianz mit der Freien Patriotischen Bewegung von General Michel Aoun geschlossen hatte, deren Kandidaten 21 Sitze im christlichen Herzland errangen. Nur wenige Mitglieder der Sammlung, Nayla Moawad, Samir Frangieh, Boutros Harb und sechs Kandidaten der Forces Libanaises schafften es, in das Parlament gewählt zu werden, hauptsächlich durch die Unterstützung ihrer muslimischen Wahlverbündeten (Saad Hariris Courant du futur, Walid Dschumblat mit seiner Progressiven Sozialistischen Partei und durch die Hisbollah im Wahlbezirk Baabda-Alayh). Insgesamt hat die Sammlung weniger als 20 % der christlichen Stimmen erhalten.

## Prinzipien
Die Qurnat-Schahwan-Sammlung hält an sieben Prinzipien fest:
- Der Libanon ist kein künstliches Staatsgebilde, sondern ein Heimatland aller Libanesen. Als solches ist er an seine Unabhängigkeit gekettet und kann seine Probleme nur als unabhängige Nation lösen.
- Differenzen zwischen den politischen Gruppen und Religionen müssen durch gegenseitigen Respekt und Dialog gelöst werden, nicht durch Konfrontation.
- Das Abkommen von Taif und die folgenden damit verbundenen Änderungen der Verfassung des Libanon müssen wortgetreu umgesetzt werden und dürfen nicht durch „externe Kräfte zum Erreichen interner Gewinne“ manipuliert werden.
- Eine moderne Verfassungsstruktur, die auf Demokratie beruht und den geltenden Gesetzen verpflichtet ist und Gleichheit aller Bürger garantiert, muss erschaffen werden. Das Gerichtswesen sollte unabhängig von politischen Interferenzen sein.
- Israel wird als „die Hauptquelle der Gefahr für das Volk und das Land“ angesehen. Der Widerstand gegen die israelische Besetzung des südlichen Libanon zwischen 1982 und 2000 wird begrüßt (In diesem Punkt widerspricht die Qurnat-Schahwan-Sammlung nicht dem Status quo der libanesischen Außenpolitik und vermeidet ein strittiges politisches Problem).
- Die syrische Anwesenheit im Libanon muss beendet werden, und der Libanon und Syrien müssen ihre Beziehungen als gleichwertige Partner neu aufbauen. Enge Beziehungen und „brüderliche Verbindungen“ können nur erreicht werden, wenn keine der beiden Seiten durch die jeweils andere kontrolliert wird.
- Der Libanon ist ein integraler Bestandteil der arabischen Welt und will in ihr als souveräner Staat eine Rolle spielen.

## Ziele
Die Qurnat-Schahwan-Sammlung verfolgt die folgenden fünf Ziele:
Der vollständige Abzug aller syrischen Truppen aus dem Libanon und die Wiederherstellung der vollen Souveränität.
Die Formulierung eines neuen Wahlgesetzes, das Wahlkreisschiebung verhindert, die Umsetzung juristischer Unabhängigkeit und die Beschränkung des Rechts der Sicherheitskräfte zu intervenieren.
Eine umfassende nationale Aussöhnung, die Rückkehr von Exilanten und die Freilassung aller politischen Häftlinge.
Unterstützung der Gründung eines palästinensischen Staates mit Hauptstadt in Jerusalem. Die palästinensischen Flüchtlinge im Libanon sollen in diesen Staat umgesiedelt werden, wobei Israel und die internationale Gemeinschaft für die Umsiedlung verantwortlich gemacht werden.
Eine umfassende panarabische Friedensvereinbarung mit Israel, um arabische Rechte zu sichern. Es soll keine einseitige Friedensvereinbarung durch Libanon gemacht werden.

## Mitglieder
Die folgenden Parteien und Einzelpersonen sind oder waren Mitglieder der Qurnat-Schahwan-Sammlung. Parteien und ihre jeweiligen Mitglieder sind alphabetisch gelistet, wobei Parteivorsitzende an die Spitze der Vertreter einer Partei gesetzt werden. Die Mitglieder der aktuellen Nationalversammlung sind durch (MP) gekennzeichnet.

### Aktuelle Mitglieder
- Kata’ib-Partei (Phalangisten):

- Amine Gemayel (Maronit); früherer Präsident (1982 bis 1988)
- Pierre Gemayel junior († 21. November 2006 Attentat) (Maronit; MP)
- Antoine Ghanem (Maronit; MP)
- Elie Karameh (Melkitisch-Griechisch-Katholisch)

- Maronitische Liga:

- Hares Chehab (Maronit)

- National-Liberale Partei:

- Dory Chamoun (Maronit)
- Elias Abou Assi (Maronit)

- Unabhängige:

- Mansour el-Bonn (Maronit; MP)
- Samir Frangieh (Maronit)
- Boutros Harb (Maronit; MP)
- Salah Honein (Maronit; MP)
- Simon Karam (Maronit; früherer libanesischer Botschafter in den Vereinigten Staaten)
- Farid el-Khazen (Maronit; Professor der Politikwissenschaft an der Amerikanischen Universität in Beirut)
- Michel el-Khoury (Maronit; früherer Minister)
- Nassib Lahoud (Maronit; MP)
- Nayla Moawad (Maronitin; MP)
- Nadim Salem (Maronit; früheres Parlamentsmitglied)
- Jad Nehmeh (Maronit)
- Elias Skaff (Maronit; MP)
- Ghassan Tueni (Griechisch-Orthodox; Herausgeber von an-Nahar; Vater des früheren Parlamentsmitgliedes Gebran Tueni, der am 12. Dezember 2005 einem Attentat zum Opfer fiel.)
- Kamil Ziadeh (Maronit; früheres Parlamentsmitglied)

### Frühere Mitglieder
- Freie Patriotische Bewegung (geführt von General Michel Aoun):

- Samir Nader (Maronit)
- Youssef Saadallah el-Khoury (Maronit)

- Forces Libanaises:

- Toufic Hindi (Syrisch-Orthodoxe Kirche von Antiochien)

- Nationaler Block:

- Antoine Kleemos (Maronit)
- Shakeeb Kortbawi (Maronit)
- Samir Abdel Malak (Maronit)
- Salim Salhab (Maronit)